# Tsuyoshi Yamamoto
Tsuyoshi Yamamoto (山本剛, Yamamoto Tsuyoshi, born 23 March 1948) is een Japanse jazzpianist, toetsenist en componist.

## Biografie
Yamamoto, als pianist grotendeels een autodidact, studeerde aan Nihon University. Tijdens zijn studietijd was hij ook al als professioneel musicus actief, hij begeleidde bijvoorbeeld popzanger Micky Curtis (toer in Europa in 1967). In 1974 werd hij de huispianist van Misty, een jazzclub in Tokyo. In datzelfde jaar kwam hij met zijn debuutalbum als leider. In de late jaren 70 trad hij op op internationale jazzfestivals. Tevens woonde hij een jaar in New York, waar hij optrad met onder meer Dizzy Gillespie, Carmen McRae, Sam Jones, Billy Higgins, Elvin Jones en Sonny Stitt. In de jazz was hij in de periode 1974-2015 betrokken bij 66 opnamesessies.

## Discografie
Een asterisk (*) na een jaar geeft het jaar van de release aan.

### Als leider/mede-leider
| Jaar opname | Titel                  | Label                  | Opmerkingen |
| ----------- | ---------------------- | ---------------------- | --- |
| 1974        | Blues For Tee          | Three Blind Mice       | |
| 1974        | Midnight Sugar         | Three Blind Mice       | trio met Isao Fukui (bas), Tetsujiro Obara (drums) |
| 1974*       | Misty                  | Three Blind Mice       | |
| 1974*       | Now's The Time         | Three Blind Mice       | TBM-29 Isao Suzuki & Sunao Wada met het Tsuyoshi Yamamoto Trio en het George Otsuka Quintet + 2                                                                             |
| 1974*       | Live at the Misty      | Three Blind Mice       | trio |
| 1974*       | Life                   | East Wind              | trio, met Sam Jones (bas), Billy Higgins (drums) |
| 1974*       | The In Crowd           | Three Blind Mice       | TBM-52 |
| 1975*       | Night And Day          | Three Blind Mice       | Koji Moriyama met het Tsuyoshi Yamamoto Trio |
| 1975*       | Sunny                  | Frasco                 | Minami met het Tsuyoshi Yamamoto Trio |
| 1978*       | Blues to East          | Philips                | trio, met Tsutomo Okada (bas), Hiroshi Murakami (drums) |
| 1980*       | P.S. I Love You        | Toshiba EMI            | met Seiichi Nakamura (tenorsaxofoon), Jim McNeely (synthesizer), Shinobu Ito (gitaar), Teruo Nakamura (bas), Art Gore (drums), Chuggy Carter en Nobu Urushiyama (percussie) |
| 1981*       | Zephyr                 | Concord                | met Bob Maize, Jeff Hamilton, Jeff Clayton |
| 1985*       | Another Holiday        | Warner Bros.           | |
| 1999        | Speak Low              | Venus                  | trio met Tsutomu Okada (bas), Yoshitaka Uematsu (drums) |
| 2001*       | Autumn in Seattle      | First Impression Music | trio met Ken Kaneko (bas), Toshio Osumi (drums) |
| 2008        | What a Wonderful Trio! | First Impression Music | trio met Hiroshi Kagawa (bas), Toshio Osumi (drums) |
| 2013        | Gentle Blues           | Venus                  | trio met Hiroshi Kagawa (bas), Toshio Osumi (drums) |
| 2013        | What a Wonderful World | Venus                  | trio met Hiroshi Kagawa (bas), Toshio Osumi (drums) |

- Bibliothèque nationale de France: cb14240499w (data)
- CiNii: DA19039861
- International Standard Name Identifier: 0000 0000 3598 1620
- Library of Congress Control Number: n85105742
- MusicBrainz: 05e142b4-eb26-4957-863a-16b922c3830c
- Nationale Bibliotheek van Israël: 987007333481005171
- Nederlandse Thesaurus van Auteursnamen: 101914687
- Virtual International Authority File: 48195398
- WorldCat: E39PBJyX4YH4QxtPWD9hcm6qcP